# Radiomusik
Radiomusik (auch: Rundfunkmusik) sind Kompositionen, die zum Zwecke der Übertragung durch das Massenmedium Rundfunk entstehen. Besonders in der Frühzeit des Rundfunks bis in die frühen 1930er-Jahre hinein sollten sie besonders den neuen technischen Möglichkeiten der Rundfunkübertragung angepasst werden. Radiomusiken sind in der Regel Auftragswerke, die die Sendegesellschaften an Komponisten vergeben. Die instrumentale Unterhaltungsmusik in diesem Rahmen wird auch Gehobene Unterhaltungsmusik genannt.

## Geschichte

### Voraussetzungen
Das Medium Radio steht in einer Reihe zahlreicher Entwicklungen im Bereich der Tonträgermedien. Schon 1877 gelang es Thomas Alva Edison die menschliche Stimme erstmals einzufangen, er entwickelte den ersten technischen Tonträger, den Phonographen, aus dem sich in der Folge das Grammophon herausbildete. Damit legte er den Grundstein für eine technische Tonträgerentwicklung, die bis heute anhält.
Das damals durchaus populäre Musikübermittlungsmedium Telefon, das auch große Reichweiten entwickelte (1877 wurde das erste Konzert via Telefon live von Philadelphia nach New York übertragen), benötigte noch das Zwischenmedium Draht. Eine Übertragung von Stimmen und Musik ohne Draht war noch undenkbar. Obwohl der Amerikaner John Harworth bereits 1862 ein Patent für drahtlose Telegraphie anmeldete, war es der deutsche Physiker Heinrich Hertz 1887, der an der Hochschule Karlsruhe elektromagnetische Wellen mittels eines Funkeninduktors drahtlos überspringen ließ – womit im wahrsten Sinne des Wortes der Funken „übersprang“. Damit legte er den Grundstein zur drahtlosen Übertragung von Stimmen und Musik und letztlich auch für das Medium Radio. Neben anderen war es schließlich der Italiener Guglielmo Marconi, dessen entscheidende Entwicklungen Musik per Knopfdruck via Radio möglich machten.

### Die frühen Jahre bis 1933
In Deutschland gab es ab 1923 regelmäßige Radioübertragungen aus dem Berliner Vox-Haus. Bereits 1924 folgt Österreich mit der Gründung einer Rundfunkgesellschaft, der Radio Verkehrs AG (RAVAG). Für die Musik hatte diese Neuentwicklung zunächst kaum absehbare Konsequenzen. Zahlreiche neue Arbeits- und Aufgabengebiete wurden erschlossen, für Musiker wie auch für die Komponisten. 
Welche Musik sollte man aber via Radio übertragen? Sollte es alte Musik, ernste Musik, leichte Musik, zeitgenössische Musik sein? Eine heftige Diskussion entbrannte, ein Diskurs, der noch heute in den zeitgenössischen Radiozeitschriften nachlesbar ist. Es entstanden eigene Rundfunkmusiken. 
Man sprach Komponisten aus allen musikalischen Richtungen an. Die Grenzen innerhalb dieser zeitgenössischer Musik waren fließend, wie die Namen zeigen, zu denen u. a. Walter Braunfels, Max Butting, Pavel Haas, Paul Hindemith, Hermann Reutter, Franz Schreker, Ernst Toch oder Kurt Weill gehören, die als bedeutende Neuerer ihrer Zeit in die Musikgeschichte eingegangen sind. Doch auch Komponisten wie Mischa Spoliansky, Eduard Künneke (dessen Musik einst in den Sinfoniekonzerten der Berliner Philharmoniker gespielt wurde) oder Edmund Nick, die vornehmlich Unterhaltungsmusik schrieben, gehörten zu diesem Kreis. 
Für das Vergessen dieser Musik sind in vielen Fällen die Verbote und Verfolgungen der jüdischen und politisch nicht konformen Autoren im Dritten Reich verantwortlich. Diese Musik entstand, als die deutsche Unterhaltungsmusik ihre letzte Blütezeit erlebte – bevor die Nazis auch diese verfälschten und ihr Ende einleiteten. Die Radiomusiken sind ein Schnittpunkt von Unterhaltungsmusik und verschiedensten Strömungen der zeitgenössischen Musik der Weimarer Republik. Sie zeigen kaum bekannte Facetten einer für das Lautsprecher-Publikum geschaffenen Musik, die ihre Kraft aus den Innovationen der eigenen Zeit nahm. Diese musikalischen Experimente, die für die Live-Übertragung durch nur ein einziges Mikrophon geschrieben wurden, kennen keine musikalischen Grenzen, Tanz und Jazz stehen neben klassischen sinfonischen Formen und avantgardistischen Neuerungen der Zeit. Nahezu jede musikalische Gattung wurde erprobt, von der Kammermusik bis hin zu großen sinfonischen Kompositionen. Zur Entwicklung eigener, medienspezifischer Gattungen, die bewusst die technischen Möglichkeiten des Radios nutzen, kam es vor allem in „Hörspielen mit Musik“ und in der Funkoper (auch „Radiooper“ genannt). 
Die Quellenlage zu den Radiomusiken muss als äußert diffus bezeichnet werden, der Großteil der Werke wurde nicht gedruckt.

## Frühe zeitgenössische Diskussion
Der Rundfunk und mit ihm das Hörspiel waren seit Beginn Gegenstand pädagogischer, philosophischer und ästhetischer Diskussionen in den Feuilletons und Zeitschriften der Zeit. Auch die Frage nach einer eigenen, dem Medium Radio gemäßen Musik gehörte dazu. Die neue Form, die man für das noch junge Medium Radio suchte, der Umgang mit Texten und Musik gegenüber einem großen aber nicht sichtbaren und nicht direkt reagierenden Publikum war eine neue Erfahrung. Die technischen Voraussetzungen von Live-Aufführung und Übertragung durch nur ein einziges Mikrophon und die klanglich beschränkte Ausstrahlung am anderen Ende, dem Radiolautsprecher, verlangten neue akustische Konzeptionen bei Textautor wie Komponist.
„Zuerst war die Situation so: der Rundfunk übernahm als neues Instrument der Musikübermittlung die landläufigen Praktiken der Musikpflege. Opern wurden übertragen, die Unterhaltungsmusik wurde vom Café, vom Tanzlokal, vom Biergarten bezogen, Konzerte wurden nach bewährtem öffentlichem Muster von den einzelnen Sendegesellschaften veranstaltet. Man wusste, daß es eine Neue Musik gab. Also setzte man von Zeit zu Zeit auch Neue Musik an. Langsam erkannten die hellhörigen Sendeleiter die Anfechtbarkeit dieser sehr bequemen Methode von Standpunkt des Rundfunks aus. Der Rundfunk schafft in jedem Fall eine neue soziologische Situation. Er kann nicht mit dem musikwilligen, traditionsgesättigten Hörer der Opernhäuser und Konzertsäle rechnen. Vor dem Lautsprecher haben die wenigsten die künstlerische Aufnahmebereitschaft, die sie sich im Konzert auf jeden Fall einzureden bemühen. Also musste man die Programme anders anlegen, musste man Rücksicht auf die verschiedenen Ansprüche nehmen, musste man auch einmal überlegen, welche Art Musik im Rundfunk zur sinngemäßen Wirkung kommt und welche nicht. Das Problem originaler Rundfunkmusik tauchte auf. Vielleicht überschätzt man es bei uns aus echt deutscher Gründlichkeit. Aber das steht fest: nur eine deutlich konturierte, klar instrumentierte, nur eine reinliche Musik setzt sich im Mikrophon durch.“ (aus Heinrich Strobel: Zur musikalische Programmpolitik des Rundfunks. In: Melos. Zeitschrift für Musik. 1930, S. 178f.)

## Editions- und Aufnahmeprojekt
Seit 2005 nimmt das Orchester der Staatsoperette Dresden unter der Leitung seines Chefdirigenten Ernst Theis in fester Kooperation mit MDR Figaro und seit 2008 auch mit Deutschlandradio Kultur sogenannte Radiomusiken (oder auch Rundfunkmusiken) auf. Das Archiv der Akademie der Künste Berlin unterstützt das Projekt.
Das Projekt „Edition RadioMusiken“ versteht sich als Dokumentationsreihe und ergänzt den Blick auf die Musikgeschichte der Weimarer Republik, indem es einen neuen Blick auf die Unterhaltungsmusik und -kultur dieser Zeit wirft. In vielen Fällen handelt es sich um echte Tonträgerpremieren. Bislang wurden folgende Werke eingespielt:
- Max Butting: Sinfonietta mit Banjo op. 37. 1. Rundfunkmusik für Orchester (1929)
- Max Butting: Heitere Musik op. 38. 2. Rundfunkmusik für Orchester (1929)
- Walter Gronostay: Mord. Ein Hörspiel (1929)
- Wilhelm Grosz: Bänkel und Balladen für mittlere Stimme und Kammerorchester, op. 31 (1931)
- Pavel Haas: Radio-Ouvertüre op. 11 (1930/31) (deutsche und tschechische Fassung)
- Paul Hindemith: Sabinchen. Musikalisches Hörspiel. Text von Paul Seitz (1930)
- Eduard Künneke: Tänzerische Suite für Jazzband und Sinfonieorchester. Concerto Grosso in fünf Sätzen (1929)
- Edmund Nick: Leben in dieser Zeit. Lyrische Suite in drei Sätzen. Text von Erich Kästner (1929)
- Franz Schreker: Kleine Suite für Kammerorchester (1928)
- Mischa Spoliansky: Charleston Caprice für großes Orchester (1930)
- Ernst Toch: Bunte Suite op. 48 (1928)
- Kurt Weill: Das Berliner Requiem. Kleine Kantate nach Texten von Bertolt Brecht (Urfassung 1928)

MDR Figaro, Deutschlandradio Kultur und WDR 3 haben den Einspielungen bereits mehrere Sendungen gewidmet. Mit der Veröffentlichung von Edmund Nicks und Erich Kästners „Leben in dieser Zeit“ erschien im Juli 2010 die erste Folge der „Edition RadioMusiken“ beim Klassik-Label CPO.